# Nallipalayam
Nallipalayam es una ciudad censal situada en el distrito de Namakkal en el estado de Tamil Nadu (India). Su población es de 5078 habitantes (2011). Se encuentra a 4 km de Namakkal y a 56 km de Salem.

## Demografía
Según el censo de 2011 la población de Nallipalayam era de 5078 habitantes, de los cuales 2515 eran hombres y 2563 eran mujeres. Nallipalayam tiene una tasa media de alfabetización del 85,61%, superior a la media estatal del 80,09%: la alfabetización masculina es del 93,05%, y la alfabetización femenina del 78,44%.